# Pays de neige (roman)
Pour les articles homonymes, voir Pays de neige.
Pays de neige (雪国, Yukiguni) est le premier roman écrit par Yasunari Kawabata, prix Nobel de littérature. L'œuvre, qui connut un succès immédiat, établit Kawabata comme un écrivain majeur au Japon. Elle fut publiée une première fois en 1935, puis connut plusieurs versions amendées, jusqu'à la version finale de 1947, enfin pleinement satisfaisante au goût de l'auteur.

## Résumé
Le roman relate une intrigue amoureuse entre Shimamura, un dilettante de Tokyo et Komako, une geisha dans un onsen (bain thermal) de province.

## Traduction en français
Traduction du japonais par Fujimori Bunkichi, texte français par Armel Guerne, Albin Michel, 1960 ; Le Club français du livre, 1961 ; Le Livre de poche no 3152, 1971.

## Adaptations
- 1957 : Pays de neige (雪国, Yukiguni) de Shirō Toyoda avec Keiko Kishi dans le rôle de Komako et Ryō Ikebe dans le rôle de Shimamura.
- 1965 : Pays de neige (雪国, Yukiguni) de Hideo Ōba avec Shima Iwashita dans le rôle de Komako et Isao Kimura dans le rôle de Shimamura.